# Абазасдзе
Абазасдзе (груз. აბაზასძე) — дворянская семья в Грузии, получившая известность в XI веке.
По словам грузинского историка Нодара Шошиашвили, Абазасдзе предполагали, что их семья произошла от дома Тбили из Картли. Тбели Абазай, упомянутый в грузинской надписи XI века из церкви в Тбити, возможно, был основателем семьи, в то время как Иван Абазасдзе, эристави Картли, мог быть его внуком.
Иван Абазасдзе имел влияние в 1030-х годах во времена раннего правления грузинского царя Баграта IV. Грузинская агиография «Жизнь и деятельность св. и блаженного отца нашего Георгия Мтацминдели» Георгия Мцире, современника Ивана Абазасдзе, описала его и четырёх его братьев, как «героических и сильных в своём богатстве и хвастающихся оружием и гордящихся множеством своей армии». Неудачный заговор против Баграта IV привёл к тому, что семья потеряла большую часть влияния и престижа. В последующие годы их редко упоминали в исторических записях, но очевидно Абазасдзе сохранили влияние в Верхней Картлия в качестве царских вассалов, азнаури, с XV по XVIII века.
В конце XIV века, в восточной части Кахетии была основана ветвь семьи, в лице Химши Абазасдзе-Марилели («из Марили»), который воевал с армией Тамерлана в 1399 году, а впоследствии получил от грузинской короны бывшие имения Абулетисдзе в Елисени в 1405 году. По мнению историка Кирилла Туманова, кахетинская дворянская семья Химшиашвили произошла от «Абазасдзе из Марили».